# Snowboard-Weltcup 2016/17
Die Saison 2016/17 des von der FIS veranstalteten Snowboard-Weltcups begann am 12. November 2016 in Mailand und endete am 26. März 2017 in Veysonnaz. Höhepunkt der Saison waren die Snowboard-Weltmeisterschaften 2017 in der spanischen Sierra Nevada, deren Ergebnisse jedoch nicht für den Weltcup zählten.

## Männer
Disziplinen
| PGS = Parallel-Riesenslalom0 | SBS = Slopestyle |
| PSL = Parallelslalom         | HP = Halfpipe    |
| SBX = Snowboardcross         | BA = Big Air     |

### Podestplätze Männer
| Datum             | Austragungsort    | Disziplin | Sieger                                           | Zweiter                                              | Dritter                                            |
| ----------------- | ----------------- | --------- | ------------------------------------------------ | ---------------------------------------------------- | -------------------------------------------------- |
| 12. November 2016 | Mailand           | BA        | Marcus Kleveland                                 | Seppe Smits                                          | Mark McMorris                                      |
| 26. November 2016 | Pyeongchang       | BA        | Mark McMorris                                    | Maxence Parrot                                       | Ryan Stassel                                       |
| 3. Dezember 2016  | Mönchengladbach   | BA        | Roope Tonteri                                    | Jonas Boesiger                                       | Billy Morgan                                       |
| 15. Dezember 2016 | Carezza           | PGS       | Benjamin Karl                                    | Andrei Sobolew                                       | Radoslaw Jankow                                    |
| 16. Dezember 2016 | Copper Mountain   | HP        | Patrick Burgener                                 | Iouri Podladtchikov                                  | Chase Josey                                        |
| 17. Dezember 2016 | Copper Mountain   | BA        | Maxence Parrot                                   | Sébastien Toutant                                    | Ryan Stassel                                       |
| 17. Dezember 2016 | Cortina d’Ampezzo | PSL       | Andrei Sobolew                                   | Roland Fischnaller                                   | Benjamin Karl                                      |
| 16. Dezember 2016 | Montafon          | SBX       | Hagen Kearney                                    | Omar Visintin                                        | Alex Pullin                                        |
| 18. Dezember 2016 | Montafon          | SBX Team  | Spanien Regino Hernández Lucas Eguibar           | Italien 1 Omar Visintin Emanuel Perathoner           | Vereinigte Staaten 2 Alex Deibold Nick Baumgartner |
| 7. Januar 2017    | Moskau            | BA        | Wladislaw Chadarin                               | Antoine Truchon                                      | Fridtjof Tischendorf                               |
| 10. Januar 2017   | Bad Gastein       | PSL       | Christoph Mick                                   | Kaspar Flütsch                                       | Andreas Prommegger                                 |
| 14. Januar 2017   | Kreischberg       | SBS       | Mons Røisland                                    | Ryan Stassel                                         | Redmond Gerard                                     |
| 20. Januar 2017   | Laax              | SBS       | Maxence Parrot                                   | Mark McMorris                                        | Tyler Nicholson                                    |
| 21. Januar 2017   | Laax              | HP        | Chase Josey                                      | Scotty James                                         | Iouri Podladtchikov                                |
| 21. Januar 2017   | Solitude          | SBX       | Alessandro Hämmerle                              | Omar Visintin                                        | Alex Deibold                                       |
| 22. Januar 2017   | Solitude          | SBX Team  | Italien 1 Luca Matteotti Emanuel Perathoner      | Österreich 2 Julian Lüftner Lukas Pachner            | Vereinigte Staaten 1 Nate Holland Alex Deibold     |
| 27. Januar 2017   | Seiser Alm        | SBS       | Seppe Smits                                      | Jamie Nicholls                                       | Sebbe De Buck                                      |
| 28. Januar 2017   | Rogla             | PGS       | Nevin Galmarini                                  | Radoslaw Jankow                                      | Žan Košir                                          |
| 4. Februar 2017   | Mammoth           | SBS       | Redmond Gerard                                   | Kyle Mack                                            | Dylan Thomas                                       |
| 5. Februar 2017   | Mammoth           | HP        | Shaun White                                      | Ryan Wachendorfer                                    | Louie Vito                                         |
| 3. Februar 2017   | Bansko            | PGS       | Radoslaw Jankow                                  | Nevin Galmarini                                      | Benjamin Karl                                      |
| 4. Februar 2017   | Bansko            | SBX       | Alessandro Hämmerle                              | Pierre Vaultier                                      | Baptiste Brochu                                    |
| 5. Februar 2017   | Bansko            | PGS       | Sylvain Dufour                                   | Radoslaw Jankow                                      | Stefan Baumeister                                  |
| 11. Februar 2017  | Québec            | BA        | Mark McMorris                                    | Maxence Parrot                                       | Anton Mamaew                                       |
| 12. Februar 2017  | Québec            | SBS       | Sébastien Toutant                                | Mark McMorris                                        | Marcus Kleveland                                   |
| 11. Februar 2017  | Feldberg          | SBX       | Pierre Vaultier                                  | Lucas Eguibar                                        | Omar Visintin                                      |
| 12. Februar 2017  | Feldberg          | SBX       | Alex Pullin                                      | Jarryd Hughes                                        | Alessandro Hämmerle                                |
| 12. Februar 2017  | Phoenix Park      | PGS       | Andreas Prommegger                               | Sebastian Kislinger                                  | Aaron March                                        |
| 19. Februar 2017  | Phoenix Park      | HP        | Scotty James                                     | Shaun White                                          | Zhang Yiwei                                        |
| 25. Februar 2017  | Kasan             | PGS       | Wettkampf abgesagt                               | Wettkampf abgesagt                                   | Wettkampf abgesagt                                 |
| 26. Februar 2017  | Kasan             | SBX       | Wettkampf abgesagt                               | Wettkampf abgesagt                                   | Wettkampf abgesagt                                 |
| 5. März 2017      | Kayseri           | PGS       | Andreas Prommegger                               | Lee Sang-ho                                          | Choi Bo-gun                                        |
| 5. März 2017      | La Molina         | SBX       | Pierre Vaultier                                  | Lukas Pachner                                        | Nick Baumgartner                                   |
| 18. März 2017     | Winterberg        | PSL       | Stefan Baumeister                                | Aaron March                                          | Alexander Payer                                    |
| 25. März 2017     | Špindlerův Mlýn   | SBS       | Chris Corning                                    | Fridtjof Tischendorf                                 | Jamie Nicholls                                     |
| 25. März 2017     | Veysonnaz         | SBX       | Pierre Vaultier                                  | Alex Deibold                                         | Alex Pullin                                        |
| 26. März 2017     | Veysonnaz         | SBX Team  | Österreich 1 Markus Schairer Alessandro Hämmerle | Vereinigte Staaten 2 Jonathan Cheever Mick Dierdorff | Kanada 1 Christopher Robanske Kevin Hill           |

### Weltcupstände Männer
| Rang | Name                 | Punkte |
| ---- | -------------------- | ------ |
| 1    | Mark McMorris        | 4200   |
| 2    | Maxence Parrot       | 3617,6 |
| 3    | Seppe Smits          | 3320   |
| 4    | Redmond Gerard       | 2900   |
| 5    | Scotty James         | 2700   |
| 6    | Ryan Stassel         | 2520   |
| 7    | Sébastien Toutant    | 2415,2 |
| 8    | Marcus Kleveland     | 2377,9 |
| 9    | Chase Josey          | 2360   |
| 10   | Chris Corning        | 2279,4 |
| 11   | Jamie Nicholls       | 2200   |
| 12   | Billy Morgan         | 2190   |
| 13   | Shaun White          | 1930   |
| 14   | Roope Tonteri        | 1928,8 |
| 15   | Sebbe de Buck        | 1810   |
| 16   | Tyler Nicholson      | 1770   |
| 17   | Brock Crouch         | 1740   |
| 18   | Jonas Bösiger        | 1690   |
| 19   | Niklas Mattsson      | 1690   |
| 20   | Iouri Podladtchikov  | 1660   |
| 21   | Fridtjof Tischendorf | 1650   |
| 22   | Tiarn Collins        | 1640   |
| 23   | Patrick Burgener     | 1610   |
| 24   | Torgeir Bergrem      | 1536,4 |
| 25   | Gregory Bretz        | 1530   |
| 26   | Kalle Jarvelehto     | 1530   |
| 27   | Rowan Coultas        | 1530   |
| 28   | Moritz Thönen        | 1490   |
| 29   | Anton Mamaew         | 1453,1 |
| 30   | Antoine Truchon      | 1379,7 |

| Rang | Name                | Punkte |
| ---- | ------------------- | ------ |
| 1    | Andreas Prommegger  | 4500   |
| 2    | Radoslaw Jankow     | 4310   |
| 3    | Benjamin Karl       | 3680   |
| 4    | Nevin Galmarini     | 3566,5 |
| 5    | Lee Sang-ho         | 3280   |
| 6    | Aaron March         | 2786   |
| 7    | Stefan Baumeister   | 2680   |
| 8    | Dario Caviezel      | 2524   |
| 9    | Mirko Felicetti     | 2490   |
| 10   | Christoph Mick      | 2318,8 |
| 11   | Andrei Sobolew      | 2205   |
| 12   | Vic Wild            | 2144   |
| 13   | Kaspar Flütsch      | 2134   |
| 14   | Sebastian Kislinger | 2106   |
| 15   | Maurizio Bormolini  | 2061   |
| 16   | Sylvain Dufour      | 1988   |
| 17   | Alexander Payer     | 1970   |
| 18   | Roland Fischnaller  | 1799,4 |
| 19   | Kim Sang-kyum       | 1255   |
| 20   | Rok Marguč          | 1248,1 |
| 21   | Michael Trapp       | 1121,4 |
| 22   | Dmitri Sarsembajew  | 1075,1 |
| 23   | Patrick Bussler     | 1003,7 |
| 24   | Alexander Bergmann  | 982    |
| 25   | Tim Mastnak         | 887,1  |
| 26   | Choi Bo-gun         | 856,6  |
| 27   | Darren Gardner      | 716,8  |
| 28   | Konstantin Shipilov | 699,1  |
| 29   | Waleri Kolegow      | 656,9  |
| 30   | Masaki Shiba        | 630    |

| Rang | Name                 | Punkte |
| ---- | -------------------- | ------ |
| 1    | Pierre Vaultier      | 4450   |
| 2    | Omar Visintin        | 3920   |
| 3    | Alessandro Hämmerle  | 3404,6 |
| 4    | Alex Pullin          | 3390   |
| 5    | Hagen Kearney        | 2580   |
| 6    | Alex Deibold         | 2277,3 |
| 7    | Jarryd Hughes        | 2068   |
| 8    | Kevin Hill           | 1732   |
| 9    | Nick Baumgartner     | 1730   |
| 10   | Baptiste Brochu      | 1665   |
| 11   | Lucas Eguibar        | 1615   |
| 12   | Nate Holland         | 1520   |
| 13   | Markus Schairer      | 1520   |
| 14   | Lukas Pachner        | 1420,6 |
| 15   | Lorenzo Sommariva    | 1240   |
| 16   | Emanuel Perathoner   | 1177,9 |
| 17   | Regino Hernandez     | 935,4  |
| 18   | Nikolai Oljunin      | 902,2  |
| 19   | Jonathan Cheever     | 881,4  |
| 20   | Cameron Bolton       | 862    |
| 21   | Julian Lüftner       | 822,7  |
| 22   | Adam Lambert         | 819,9  |
| 23   | Lluis Marin Tarroch  | 775,4  |
| 24   | Michele Codino       | 684,9  |
| 25   | Tommaso Leoni        | 681    |
| 26   | Christopher Robanske | 619,1  |
| 27   | Anton Lindfors       | 600,9  |
| 28   | Christian Ruud Myhre | 588,3  |
| 29   | Ken Vuagnoux         | 568    |
| 30   | Shinya Momono        | 553,9  |

| Rang | Name                | Punkte | Siege |
| ---- | ------------------- | ------ | ----- |
| 1    | Radoslaw Jankow     | 3630   | 1     |
| 2    | Andreas Prommegger  | 3300   | 2     |
| 3    | Benjamin Karl       | 2920   | 1     |
| 4    | Nevin Galmarini     | 2718,5 | 1     |
| 5    | Lee Sang-ho         | 2470   | 0     |
| 6    | Maurizio Bormolini  | 1735   | 0     |
| 7    | Sebastian Kislinger | 1720   | 0     |
| 8    | Sylvain Dufour      | 1698   | 1     |
| 9    | Mirko Felicetti     | 1690   | 0     |
| 10   | Dario Caviezel      | 1514   | 0     |

| Rang | Name               | Punkte | Siege |
| ---- | ------------------ | ------ | ----- |
| 1    | Aaron March        | 1560   | 0     |
| 2    | Stefan Baumeister  | 1440   | 1     |
| 3    | Christoph Mick     | 1410   | 1     |
| 4    | Roland Fischnaller | 1350   | 0     |
| 5    | Andreas Prommegger | 1200   | 0     |
| 6    | Alexander Payer    | 1110   | 0     |
| 7    | Kaspar Flütsch     | 1068   | 0     |
| 8    | Andrei Sobolew     | 1045   | 1     |
| 9    | Dario Caviezel     | 1010   | 0     |
| 10   | Vic Wild           | 960    | 0     |

| Rang | Name                | Punkte | Siege |
| ---- | ------------------- | ------ | ----- |
| 1    | Scotty James        | 2700   | 1     |
| 2    | Chase Josey         | 2360   | 1     |
| 3    | Shaun White         | 1930   | 1     |
| 4    | Iouri Podladtchikov | 1660   | 0     |
| 5    | Patrick Burgener    | 1610   | 1     |
| 6    | Gregory Bretz       | 1530   | 0     |
| 7    | Jake Pates          | 1170   | 0     |
| 8    | Ben Ferguson        | 1100   | 0     |
| 9    | Louie Vito          | 1050   | 0     |
| 10   | Zhang Yiwei         | 1024   | 0     |

| Rang | Name           | Punkte | Siege |
| ---- | -------------- | ------ | ----- |
| 1    | Redmond Gerard | 2460   | 1     |
| 2    | Jamie Nicholls | 2040   | 0     |
| 3    | Mark McMorris  | 1600   | 0     |
| 4    | Seppe Smits    | 1526   | 1     |
| 5    | Brock Crouch   | 1410   | 0     |

| Rang | Name           | Punkte | Siege |
| ---- | -------------- | ------ | ----- |
| 1    | Mark McMorris  | 2600   | 2     |
| 2    | Maxence Parrot | 2600   | 1     |
| 3    | Seppe Smits    | 2190   | 0     |
| 4    | Roope Tonteri  | 1768,8 | 1     |
| 5    | Ryan Stassel   | 1720   | 0     |

## Frauen
Disziplinen
| PGS = Parallel-Riesenslalom0 | SBS = Slopestyle |
| PSL = Parallelslalom         | HP = Halfpipe    |
| SBX = Snowboardcross         | BA = Big Air     |

### Podestplätze Frauen
| Datum             | Austragungsort    | Disziplin | Sieger                                                 | Zweiter                                          | Dritter                                   |
| ----------------- | ----------------- | --------- | ------------------------------------------------------ | ------------------------------------------------ | ----------------------------------------- |
| 12. November 2016 | Mailand           | BA        | Anna Gasser                                            | Hailey Langland                                  | Šárka Pančochová                          |
| 26. November 2016 | Pyeongchang       | BA        | Anna Gasser                                            | Julia Marino                                     | Katie Ormerod                             |
| 3. Dezember 2016  | Mönchengladbach   | BA        | Anna Gasser                                            | Katie Ormerod                                    | Miyabi Onitsuka                           |
| 15. Dezember 2016 | Carezza           | PGS       | Ina Meschik                                            | Ester Ledecká                                    | Aljona Sawarsina                          |
| 16. Dezember 2016 | Copper Mountain   | HP        | Chloe Kim                                              | Liu Jiayu                                        | Cai Xuetong                               |
| 17. Dezember 2016 | Copper Mountain   | BA        | Jamie Anderson                                         | Enni Rukajärvi                                   | Klaudia Medlova                           |
| 17. Dezember 2016 | Cortina d’Ampezzo | PSL       | Ester Ledecká                                          | Daniela Ulbing                                   | Nadya Ochner                              |
| 16. Dezember 2016 | Montafon          | SBX       | Belle Brockhoff                                        | Chloé Trespeuch                                  | Lindsey Jacobellis                        |
| 18. Dezember 2016 | Montafon          | SBX Team  | Frankreich 1 Nelly Moenne-Loccoz Chloé Trespeuch       | Italien 1 Raffaella Brutto Michela Moioli        | Frankreich 2 Manon Petit Charlotte Bankes |
| 7. Januar 2017    | Moskau            | BA        | Katie Ormerod                                          | Anna Gasser                                      | Klaudia Medlova                           |
| 10. Januar 2017   | Bad Gastein       | PSL       | Daniela Ulbing                                         | Michelle Dekker                                  | Sabine Schöffmann                         |
| 14. Januar 2017   | Kreischberg       | SBS       | Anna Gasser                                            | Sina Candrian                                    | Silje Norendal                            |
| 20. Januar 2017   | Laax              | SBS       | Enni Rukajärvi                                         | Anna Gasser                                      | Jamie Anderson                            |
| 21. Januar 2017   | Laax              | HP        | Chloe Kim                                              | Arielle Gold                                     | Cai Xuetong                               |
| 21. Januar 2017   | Solitude          | SBX       | Eva Samková                                            | Michela Moioli                                   | Lindsey Jacobellis                        |
| 22. Januar 2017   | Solitude          | SBX Team  | Vereinigte Staaten 1 Lindsey Jacobellis Rosina Mancari | Frankreich 1 Nelly Moenne-Loccoz Chloé Trespeuch | Italien 1 Raffaella Brutto Michela Moioli |
| 27. Januar 2017   | Seiser Alm        | SBS       | Enni Rukajärvi                                         | Laurie Blouin                                    | Sina Candrian                             |
| 28. Januar 2017   | Rogla             | PGS       | Ester Ledecká                                          | Carolin Langenhorst                              | Ina Meschik                               |
| 4. Februar 2017   | Mammoth           | SBS       | Jamie Anderson                                         | Hailey Langland                                  | Julia Marino                              |
| 5. Februar 2017   | Mammoth           | HP        | Kelly Clark                                            | Haruna Matsumoto                                 | Hannah Teter                              |
| 3. Februar 2017   | Bansko            | PGS       | Patrizia Kummer                                        | Julia Dujmovits                                  | Ladina Jenny                              |
| 4. Februar 2017   | Bansko            | SBX       | Belle Brockhoff                                        | Eva Samková                                      | Chloé Trespeuch                           |
| 5. Februar 2017   | Bansko            | PGS       | Aljona Sawarsina                                       | Patrizia Kummer                                  | Tomoka Takeuchi                           |
| 11. Februar 2017  | Québec            | BA        | Anna Gasser                                            | Julia Marino                                     | Zoi Sadowski-Synnott                      |
| 12. Februar 2017  | Québec            | SBS       | Julia Marino                                           | Jamie Anderson                                   | Brooke Voigt                              |
| 11. Februar 2017  | Feldberg          | SBX       | Michela Moioli                                         | Belle Brockhoff                                  | Meryeta Odine                             |
| 12. Februar 2017  | Feldberg          | SBX       | Eva Samková                                            | Lindsey Jacobellis                               | Chloé Trespeuch                           |
| 12. Februar 2017  | Phoenix Park      | PGS       | Aljona Sawarsina                                       | Patrizia Kummer                                  | Julie Zogg                                |
| 19. Februar 2017  | Phoenix Park      | HP        | Kelly Clark                                            | Liu Jiayu                                        | Cai Xuetong                               |
| 25. Februar 2017  | Kasan             | PGS       | Wettkampf abgesagt                                     | Wettkampf abgesagt                               | Wettkampf abgesagt                        |
| 26. Februar 2017  | Kasan             | SBX       | Wettkampf abgesagt                                     | Wettkampf abgesagt                               | Wettkampf abgesagt                        |
| 5. März 2017      | Kayseri           | PGS       | Ester Ledecká                                          | Tomoka Takeuchi                                  | Ramona Theresia Hofmeister                |
| 5. März 2017      | La Molina         | SBX       | Michela Moioli                                         | Eva Samková                                      | Chloé Trespeuch                           |
| 18. März 2017     | Winterberg        | PSL       | Sabine Schöffmann                                      | Ester Ledecká                                    | Julia Dujmovits                           |
| 25. März 2017     | Špindlerův Mlýn   | SBS       | Zoi Sadowski-Synnott                                   | Spencer O’Brien                                  | Silvia Mittermüller                       |
| 25. März 2017     | Veysonnaz         | SBX       | Charlotte Bankes                                       | Eva Samková                                      | Michela Moioli                            |
| 26. März 2017     | Veysonnaz         | SBX Team  | Italien 1 Michela Moioli Raffaella Brutto              | Frankreich 1 Nelly Moenne-Loccoz Chloé Trespeuch | Kanada 1 Carle Brenneman Tess Critchlow   |

### Weltcupstände Frauen
| Rang | Name                 | Punkte |
| ---- | -------------------- | ------ |
| 1    | Anna Gasser          | 5800   |
| 2    | Jamie Anderson       | 4210   |
| 3    | Julia Marino         | 4200   |
| 4    | Katie Ormerod        | 3610   |
| 5    | Enni Rukajärvi       | 3160   |
| 6    | Chloe Kim            | 3000   |
| 7    | Zoi Sadowski-Synnott | 2510   |
| 8    | Kelly Clark          | 2500   |
| 9    | Liu Jiayu            | 2500   |
| 10   | Hailey Langland      | 2500   |
| 11   | Miyabi Onitsuka      | 2440   |
| 12   | Aimee Fuller         | 2430   |
| 13   | Klaudia Medlová      | 2330   |
| 14   | Yuka Fujimori        | 2290   |
| 15   | Cheryl Maas          | 2270   |
| 16   | Brooke Voigt         | 2020   |
| 17   | Cai Xuetong          | 1960   |
| 18   | Laurie Blouin        | 1870   |
| 19   | Silje Norendal       | 1850   |
| 20   | Isabel Derungs       | 1800   |
| 21   | Sina Candrian        | 1790   |
| 22   | Šárka Pančochová     | 1700   |
| 23   | Lucile Leferve       | 1680   |
| 24   | Elena Könz           | 1630   |
| 25   | Spencer O’Brien      | 1580   |
| 26   | Karly Shorr          | 1470   |
| 27   | Haruna Matsumoto     | 1450   |
| 28   | Asami Hirono         | 1420   |
| 29   | Jessika Jenson       | 1410   |
| 30   | Arielle Gold         | 1380   |

| Rang | Name                        | Punkte |
| ---- | --------------------------- | ------ |
| 1    | Ester Ledecká               | 4860   |
| 2    | Aljona Sawarsina            | 4500   |
| 3    | Patrizia Kummer             | 4060   |
| 4    | Sabine Schöffmann           | 3470   |
| 5    | Ina Meschik                 | 3260   |
| 6    | Julia Dujmovits             | 3170   |
| 7    | Ramona Theresia Hofmeister  | 3050   |
| 8    | Daniela Ulbing              | 2950   |
| 9    | Claudia Riegler             | 2890   |
| 10   | Julie Zogg                  | 2680   |
| 11   | Jekaterina Tudegeschewa     | 2520   |
| 12   | Tomoka Takeuchi             | 2448   |
| 13   | Nadya Ochner                | 2420   |
| 14   | Carolin Langenhorst         | 2330   |
| 15   | Selina Jörg                 | 2010   |
| 16   | Ladina Jenny                | 1870   |
| 17   | Michelle Dekker             | 1741   |
| 18   | Stefanie Müller             | 1676   |
| 19   | Jekaterina Chatomtschenkowa | 1510   |
| 20   | Aleksandra Król             | 1180   |
| 21   | Jelisaweta Salichowa        | 1024   |
| 22   | Natalja Sobolewa            | 979,4  |
| 23   | Gong Naiying                | 911    |
| 24   | Cheyenne Loch               | 846    |
| 25   | Weronika Biela              | 758,2  |
| 26   | Nicole Baumgartner          | 646    |
| 27   | Melanie Hochreiter          | 625    |
| 28   | Milena Bykowa               | 581    |
| 29   | Larissa Gasser              | 580    |
| 30   | Isabella Laböck             | 530    |

| Rang | Name                   | Punkte |
| ---- | ---------------------- | ------ |
| 1    | Eva Samková            | 5170   |
| 2    | Michela Moioli         | 4490   |
| 3    | Belle Brockhoff        | 4060   |
| 4    | Chloé Trespeuch        | 3740   |
| 5    | Lindsey Jacobellis     | 3220   |
| 6    | Charlotte Bankes       | 3090   |
| 7    | Nelly Moenne-Loccoz    | 2780   |
| 8    | Aleksandra Schekowa    | 2380   |
| 9    | Faye Gulini            | 1670   |
| 10   | Carle Brenneman        | 1450   |
| 11   | Raffaella Brutto       | 1400   |
| 12   | Meryeta Odine          | 1350   |
| 13   | Tess Critchlow         | 1330   |
| 14   | Zoe Bergermann         | 1280   |
| 15   | Rosina Mancari         | 1240   |
| 16   | Marija Wassilzowa      | 1040   |
| 17   | Kristina Paul          | 1030   |
| 18   | Zoe Gillings-Brier     | 920    |
| 19   | Manon Petit            | 795    |
| 20   | Julia Pereira de Sousa | 780    |
| 21   | Isabel Clark Ribeiro   | 750    |
| 22   | Sofia Belingheri       | 730    |
| 23   | Julija Laptewa         | 588    |
| 24   | Francesca Gallina      | 490    |
| 25   | Katharina Neussner     | 490    |
| 26   | Zuzanna Smykała        | 430    |
| 27   | Alexandra Hasler       | 360    |
| 28   | Colleen Healey         | 337    |
| 29   | Sarah Devouassoux      | 330    |
| 29   | Vendula Hopjáková      | 330    |

| Rang | Name                       | Punkte | Siege |
| ---- | -------------------------- | ------ | ----- |
| 1    | Aljona Sawarsina           | 3900   | 2     |
| 2    | Patrizia Kummer            | 3460   | 1     |
| 3    | Ester Ledecká              | 2800   | 2     |
| 4    | Ina Meschik                | 2430   | 1     |
| 5    | Tomoka Takeuchi            | 2420   | 0     |
| 6    | Julia Dujmovits            | 2280   | 0     |
| 7    | Ramona Theresia Hofmeister | 2080   | 0     |
| 8    | Claudia Riegler            | 2050   | 0     |
| 9    | Jekaterina Tudegeschewa    | 1830   | 0     |
| 10   | Carolin Langenhorst        | 1600   | 0     |

| Rang | Name                       | Punkte | Siege |
| ---- | -------------------------- | ------ | ----- |
| 1    | Daniela Ulbing             | 2300   | 1     |
| 2    | Ester Ledecká              | 2060   | 1     |
| 3    | Sabine Schöffmann          | 2000   | 2     |
| 4    | Michelle Dekker            | 1226   | 0     |
| 5    | Julie Zogg                 | 1130   | 0     |
| 6    | Nadya Ochner               | 1040   | 0     |
| 7    | Ramona Theresia Hofmeister | 970    | 0     |
| 8    | Julia Dujmovits            | 890    | 0     |
| 9    | Claudia Riegler            | 860    | 0     |
| 10   | Ina Meschik                | 830    | 0     |

| Rang | Name             | Punkte | Siege |
| ---- | ---------------- | ------ | ----- |
| 1    | Chloe Kim        | 3000   | 2     |
| 2    | Kelly Clark      | 2500   | 2     |
| 3    | Jiayu Liu        | 2500   | 0     |
| 4    | Xuetong Cai      | 1960   | 0     |
| 5    | Haruna Matsumoto | 1450   | 0     |
| 6    | Arielle Gold     | 1380   | 0     |
| 7    | Hannah Teter     | 1000   | 0     |
| 8    | Mirabelle Thovex | 970    | 0     |
| 9    | Kurumi Imai      | 950    | 0     |
| 10   | Hikaru Ōe        | 920    | 0     |

| Rang | Name           | Punkte | Siege |
| ---- | -------------- | ------ | ----- |
| 1    | Jamie Anderson | 2400   | 1     |
| 2    | Julia Marino   | 2215   | 1     |
| 3    | Anna Gasser    | 2200   | 1     |
| 4    | Enni Rukajärvi | 2000   | 2     |
| 5    | Aimee Fuller   | 1648,5 | 0     |

| Rang | Name            | Punkte | Siege |
| ---- | --------------- | ------ | ----- |
| 1    | Anna Gasser     | 4800   | 3     |
| 2    | Katie Ormerod   | 3350   | 1     |
| 3    | Julia Marino    | 2250   | 0     |
| 4    | Klaudia Medlova | 1880   | 0     |
| 5    | Jamie Anderson  | 1810   | 1     |

## Mixed-Team
| Datum           | Austragungsort | Disziplin | Sieger                                    | Zweiter                                        | Dritter                                             |
| --------------- | -------------- | --------- | ----------------------------------------- | ---------------------------------------------- | --------------------------------------------------- |
| 11. Januar 2017 | Bad Gastein    | PSL Team  | Österreich 1 Daniela Ulbing Benjamin Karl | Schweiz 2 Patrizia Kummer Nevin Galmarini      | Österreich 3 Claudia Riegler Andreas Prommegger     |
| 19. März 2017   | Winterberg     | PSL Team  | Italien 1 Nadya Ochner Aaron March        | Österreich 1 Daniela Ulbing Andreas Prommegger | Deutschland 1 Carolin Langenhorst Stefan Baumeister |